# Emergency Call
Emergency Call es una película británica estrenada en 1952 por Nettlefold Films. La película fue dirigida por Lewis Gilbert y la protagoniza Jack Warner en una familia desempeñando el papel de policía. También aparecieron Anthony Steel, Joy Shelton y Sid James como un dudoso promotor de boxeo.
La película fue rehecha en 1962 como Emergency protagonizada por Glyn Houston.

## Sinopsis
La película se centra en una carrera contrarreloj para localizar tres donantes de sangre capaces de donar una pinta de un raro grupo sanguíneo para salvar la vida de una joven chica que sufre leucemia. El doctor encargado de tratar a la chica consigue la asistencia del oficial de policía e inspector Lane para ayudar en la búsqueda de donantes adecuados. Los tres donantes son muy distintos, un boxeador blanco, un marinero, y finalmente un asesino que ha estado en búsqueda de policía durante años. La donación del boxeador fue simple, solo teniendo que evitar a su mánager. La donación del marinero es más complicada, por un incidente en la guerra donde un soldado Nazi muerto rechazó la oferta de una donación la cual atribuye como racismo. Al principio se niega a donar, hasta que le explican que el oficial Nazi rechazó su donación por razones que se pueden atribuir a la ideología de raza superior del Nazi.
El donante final es un asesino en búsqueda de la policía, viviendo bajo un sobrenombre. La policía finalmente localiza al hombre y sufre un traumatismo por un disparo. Él debe elegir entre donar su última pinta y morir en la escena por la pérdida de sangre, o negarse a donar para recibir tratamiento en el hospital pero sabiendo que seguramente sea juzgado culpable del asesinato en un juicio y sentenciado a muerte. El criminal elige donar y la joven chica sobrevive.

## Reparto
- Jack Warner como el inspector Lane.
- Anthony Steel como el doctor Carter.
- Joy Shelton como Laura Bishop.
- Sid James como Danny Marks.
- Earl Cameron como George Robinson.
- John Robinson como el doctor Braithwaite.
- Thora Hird como la señora Cornelius.
- Eric Pohlmann como Flash Harry.
- Sydney Tafler como Brett.
- Geoffrey Hibbert como Jackson.
- Henry Hewitt como el señor Wilberforce.
- Vida Hope como Brenda.
- Avis Scott como Marie.
- Freddie Mills como Tim Mahoney.
- Peggy Bryan como Ward Sister.
- Bruce Seton como el sargento Bellamy.
- Anna Turner como la señora Jackson.
- Nosher Powell como Boy Booth.
- Campbell Singer como el sargento Phillips.
- Nigel Clarke como el superintendente Travers.